# Rakloprid
Rakloprid je sintetičko jedinjenje koje deluje kao antagonist na D2 dopaminskom receptoru.
On se može radio obeležiti radioizotopom ugljenik-11 i koristiti u pozitronskom emisiono tomografskom (PET) skeniranju za utvrđivanje stepena dopaminskog vezivanja za D2 dopaminski receptor. Na primer, jedna studija je utvrdila da postoji umanjeno vezivanje kod osoba sa emocionom otuđenošću.

## Spoljašnje veze
|  | Molimo Vas, obratite pažnju na važno upozorenje u vezi sa temama iz oblasti medicine (zdravlja). |